# مارسان
مارسان. (بالفرنسية: Marsan)‏، هي بلدية فرنسية في فرنسا تقع إقليم جارس منطقة أوسيتاني (Occitanie).

## توأمة
لمارسان اتفاقيات توأمة مع:
- براكنهايم